# باشه عزیزم
باشه عزیزم (به هندی: Ok Jaanu) فیلمی است محصول سال ۲۰۱۷ و به کارگردانی شاهد علی است. در این فیلم بازیگرانی همچون آدیتیا روی کاپور، شرادها کاپور، نصیرالدین شاه، لیلا سامسون، کیتو جیدوانی ایفای نقش کرده‌اند.